# Charles Frankel (géologue)
Cet article concerne le géologue. Pour le philosophe, voir Charles Frankel (philosophe).
Pour les articles homonymes, voir Frankel.
Charles Frankel, né 15 mars 1956 à Paris, est un spécialiste de la géologie des planètes, des laves lunaires, des glaciers martiens, et des sites terrestres.

## Biographie
Charles Frankel naît le 15 mars 1956 à Paris, d'un père français et d'une mère américaine.
Après un baccalauréat en mathématiques obtenu en France, il suit des études universitaires aux États-Unis. Il fréquente de 1975 à 1979 le Middlebury College dans le Vermont, où il se spécialise en géologie et tectonique des plaques, puis de 1979 à 1980, fréquente l'université de l'Arizona où il aborde la volcanologie et la télédétection par satellite. 
À partir de 1993, il rédige des ouvrages sur la géologie et l'exploration des planètes.
Spécialisé en planétologie, il s'intéresse au volcanisme de la Terre, de la Lune et de Mars, ainsi qu'aux cratères d'impact. Il défend notamment dans ses ouvrages la thèse d'un impact d'astéroïde avec la Terre pour expliquer la mort des dinosaures et la grande extinction de la fin du Crétacé. Il enseigne des séminaires de planétologie à Middlebury College et a participé avec la NASA et la Mars Society, dans l'Arctique et dans le désert de l'Utah,  à des simulations de séjour sur la Lune et sur Mars (2001–2008).

## Principales publications
- Les volcans du système solaire, Dunod, 1993
- La Mort des dinosaures: l'hypothèse cosmique, Masson, 1996
- The End of the Dinosaurs: Chicxulub Crater and Mass Extinctions, Cambridge University Press, 1999
- Worlds on Fire: Volcanoes on the Earth, the Moon, Mars, Venus and Io, Cambridge University Press, 2005
- L'Homme sur Mars. Science ou Fiction ?, Dunod, 2007 (lire en ligne)
- Terre de France, une histoire de 500 millions d'années, Seuil, 2007 (lire en ligne)
- Vous êtes ici ! Les idées clés pour comprendre la Terre, Dunod, 2008 (lire en ligne)
- Dernières nouvelles des planètes, Le Seuil, 2009, 300 pages,  (ISBN 978-2-02-096549-1)
- Terres de Vignes, Le Seuil, 2011, 295 pages, (ISBN 978-2-02-105682-2)
- Extinctions, du dinosaure à l'homme, Le Seuil, 2016
- L'aventure Apollo. Comment ils ont décroché la Lune, Dunod, 2018 (lire en ligne)